# الیمپوس سی-۸۰۸۰ واید زوم

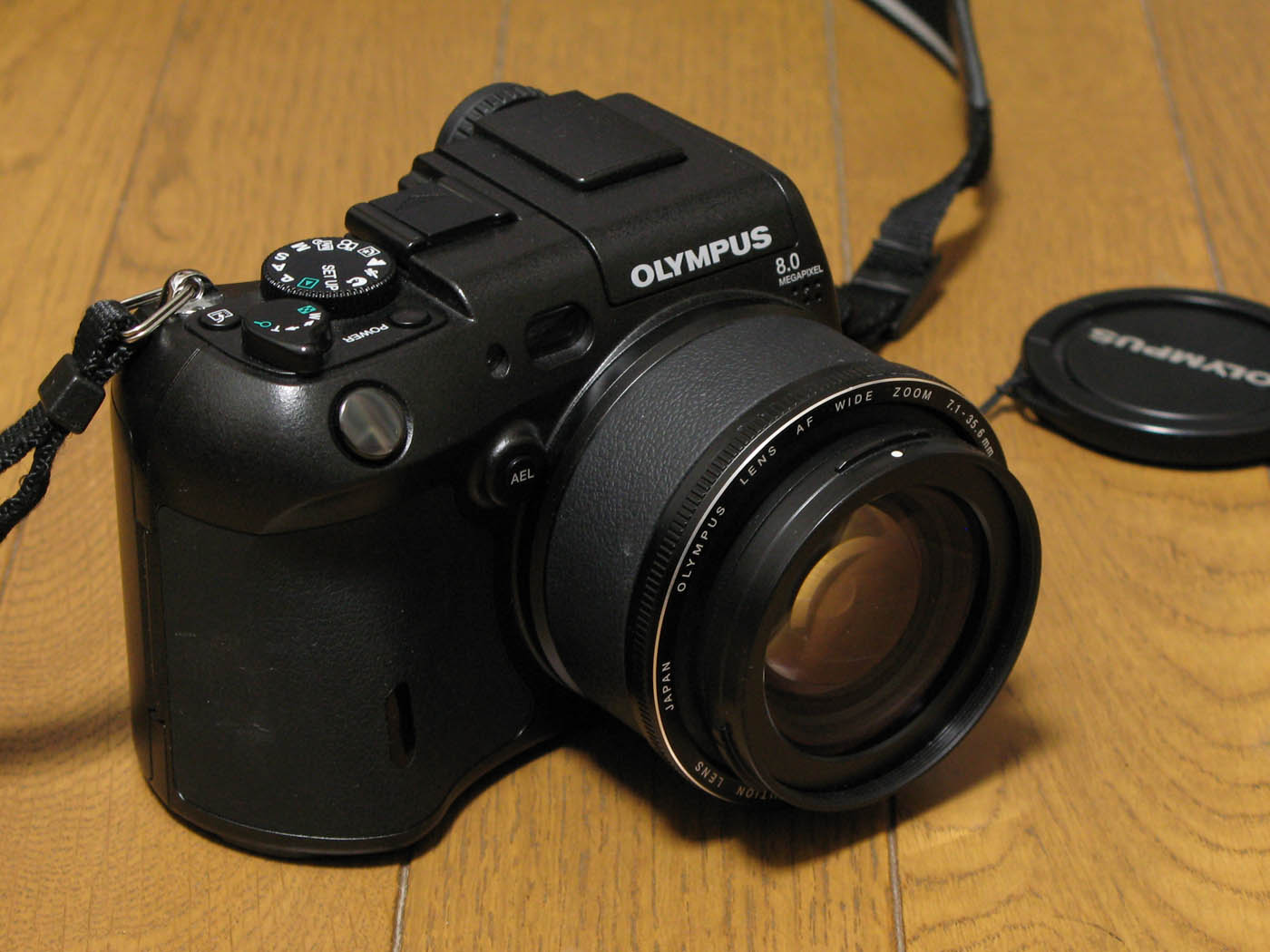
الیمپوس سی-۸۰۸۰ واید زوم

الیمپوس سی-۸۰۸۰ واید زوم (به انگلیسی: Olympus C-8080 Wide Zoom) یک دوربین عکاسی ساخت شرکت الیمپوس است.